# بند آو اوتسایدرز (برند پوشاک)
بند آو اوتسایدرز (به انگلیسی: Band of Outsiders) یک برند پوشاک مستقر در لندن است که در ژانویه ۲۰۰۴ توسط اسکات استرنبرگ در لس‌آنجلس تأسیس شد و در سال ۲۰۱۵ ورشکست شد. طلبکار این برند، هلدینگ بلژیکی سی‌ال‌سی‌سی اس‌ای، پس از ناتوانی در فروش مالکیت معنوی، این برچسب را احیا کرد.